# Didymocarpus punduanus
Didymocarpus punduanus là một loài thực vật có hoa trong họ Tai voi. Loài này được Wall. ex R.Br. mô tả khoa học đầu tiên năm 1840.